# Asarum megacalyx
Asarum megacalyx är en piprankeväxtart som först beskrevs av Fumio Maekawa, och fick sitt nu gällande namn av T.Sugaw.. Asarum megacalyx ingår i släktet hasselörter, och familjen piprankeväxter. Inga underarter finns listade i Catalogue of Life.